# علی اقبال
میرزا علی خان اقبال‌السلطان (۱۲۷۸ ترشیز (کاشمر کنونی) - شهریور ۱۳۵۱ تهران) نماینده مجلس شورای ملی در دوران پهلوی و برادر بزرگتر دکتر منوچهر اقبال نخست‌وزیر ایران، عبدالوهاب اقبال نماینده مجلس شورای ملی و خسرو اقبال روزنامه‌نگار معاصر بود.
پدرش میرزا ابوتراب‌خان مقبل‌السلطنه خراسانی از بزرگان ترشیز بود اما خودش در انتخابات هفتمین دوره مجلس شورای ملی نه از ترشیز که از بیرجند و قائنات به نمایندگی انتخاب شد. انتخابات این حوزه دیرتر از دیگر نقاط کشور در ۳۰ آذر ۱۳۰۷ و پس از گشایش دوره مجلس آغاز شد و اعتبارنامه اقبال در ۲۷ فروردین سال بعد به تصویب رسید.
اقبال در دوره بعد (هشتم) نماینده حوزه انتخابیه درگز، در دوره‌های نهم و پانزدهم نماینده حوزه انتخابیه ترشیز و در دوره‌های دهم تا چهاردهم نماینده حوزه انتخابیه مشهد در مجلس شورای ملی بود.
علی اقبال در چهارم شهریور ۱۳۵۱ در گورستان ظهیرالدوله بین امامزاده قاسم و تجریش شمیران به خاک سپرده شد.